# Agmostigma ilhami
Agmostigma ilhami är en stekelart som beskrevs av Ubaidillah och Lasalle 1996. Agmostigma ilhami ingår i släktet Agmostigma och familjen finglanssteklar.
Artens utbredningsområde är Brunei. Inga underarter finns listade i Catalogue of Life.